# Alekséi Venetsiánov

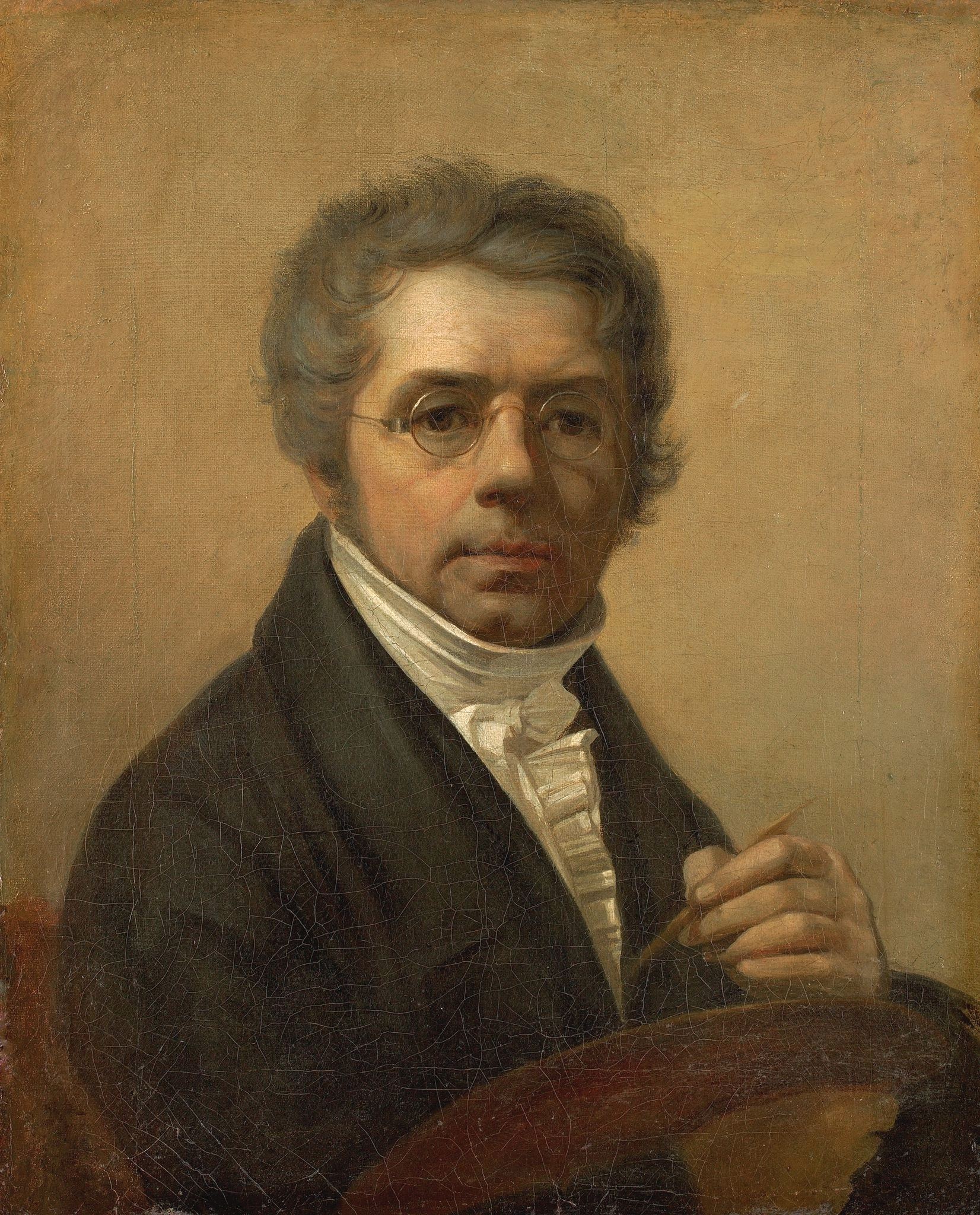
Autorretrato, 1811

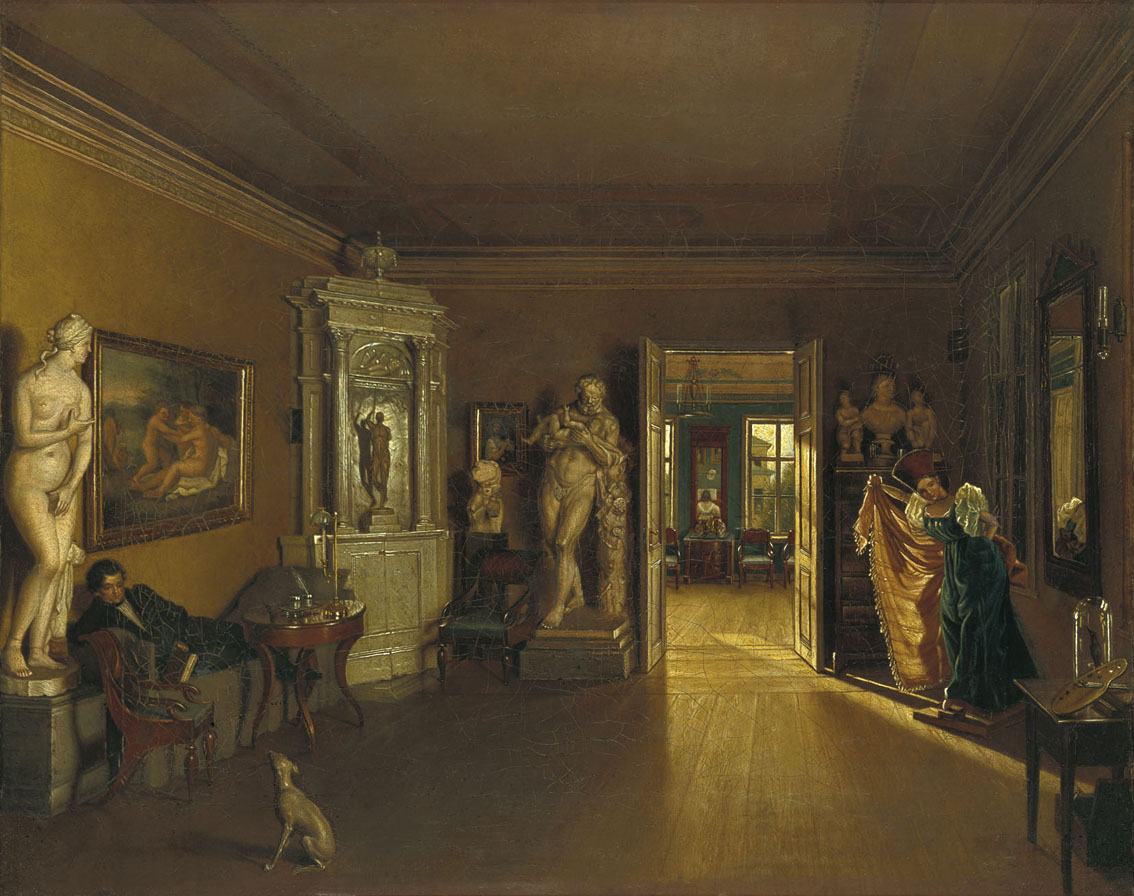
El estudio de Venetsiánov por Fiodor Slaviansky

Alekséi Gavrílovich Venetsiánov (en ruso: Алексей Гаврилович Венецианов; 18 de febrero de 1780 - 4 de enero de 1847) fue un pintor ruso, reconocido por sus pinturas dedicadas a la vida campesina y la gente corriente.

## Vida
Venetsiánov nació en Moscú en una familia de comerciantes griegos. Entró al servicio militar con veinte años y se trasladó a San Petersburgo, donde comenzó a estudiar arte. Primero practicó con pinturas del Hermitage y retratos de amigos. Más tarde se convirtió en conocido de Vladímir Borovikovski y vivió en la casa de éste como discípulo. Alekséi Venetsiánov intentó trabajar como retratista independiente, pero tuvo pocos contratos. En 1811 el Tablero de la Academia de las Artes le concedió el título de Académico por sus dos obras El autorretrato y  El retrato de K. I. Golovachevsky y los jóvenes estudiantes de la Academia.
En 1819, dedicándose por entero al arte, Venetsiánov deja el servicio militar, compra una villa en Safonkovo (Tver), y se establece allí. Durante este tiempo pinta los paisajes de la región. Estos trabajos serían el pináculo más importante en su carrera. Pinta retratos de campesinos, escenas de la vida rural, convirtiéndose así en el primer artista en describir la vida bucólica de Rusia. Sus trabajos se convierten en un gran éxito cuando son exhibidos en 1824. Finalmente, Venetsiánov muere en un accidente en 1847 cuando sus caballos pierden el equilibrio y su carruaje se vuelca.

## Profesor de pintura
Pese a los deseos de Venetsiánov de convertirse en profesor de la Academia Imperial de las Artes, los académicos lo desaprueban, debido, principalmente, a su falta de entrenamiento. A finales de 1810 comienza a atraer a jóvenes humildes del común e incluso siervos como Grigori Soroka para enseñarles a pintar. Ya a mediados de los años 20 tiene un grupo consolidado de aprendices. Es así como inicia con su propia escuela de pintura. El Zar Nicolás I de Rusia, quien valoraba las tendencias nacionalistas, expresa su aprobación por el artista y le designa pintor de la corte. Este título le da el soporte financiero necesario para dirigir la escuela, donde las clases eran gratuitas.
Entre sus alumnos más destacados figuró Evgraf Krendovski, quien continuó el estilo de su maestro en las pinturas que realizó al regresar a su Ucrania natal.

## Obras

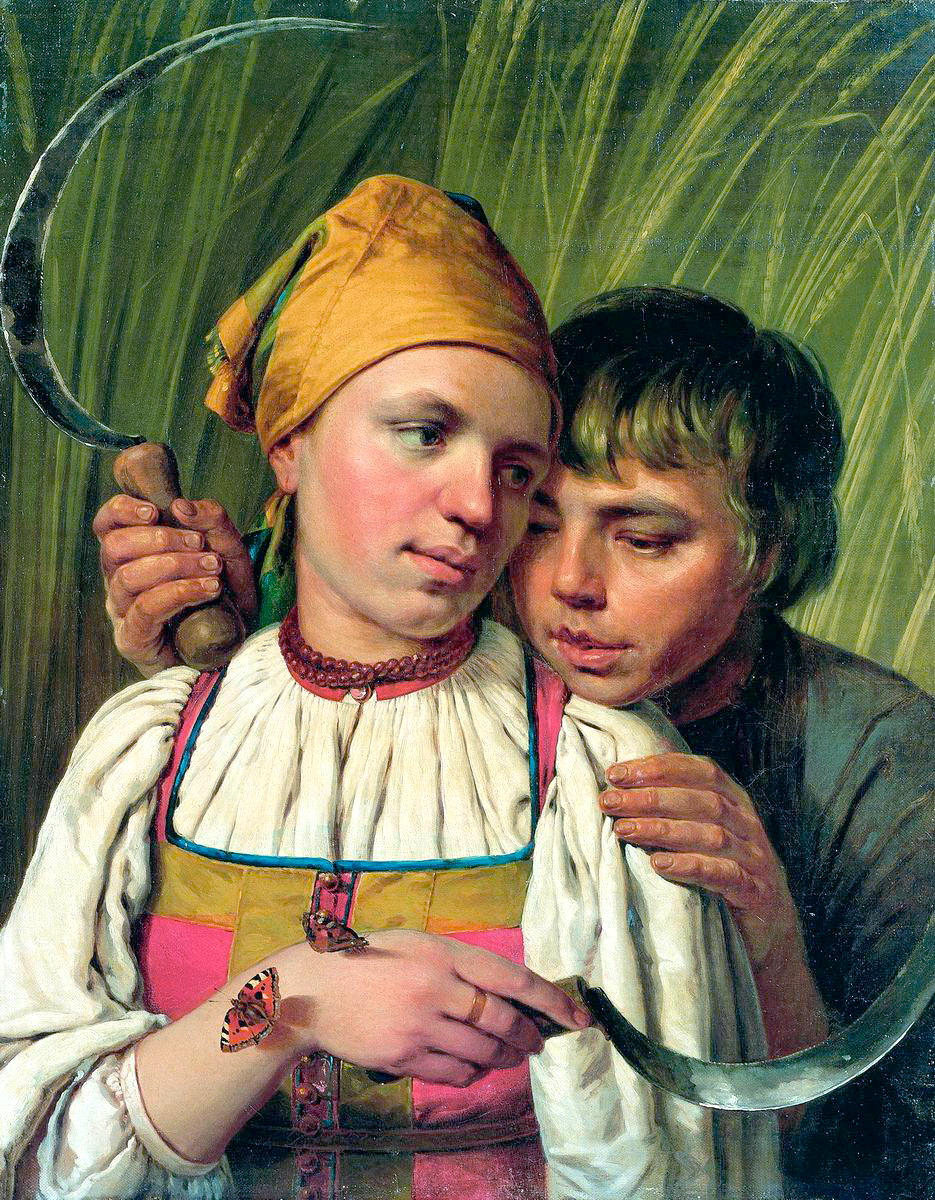
Los cosechadores, circa 1825
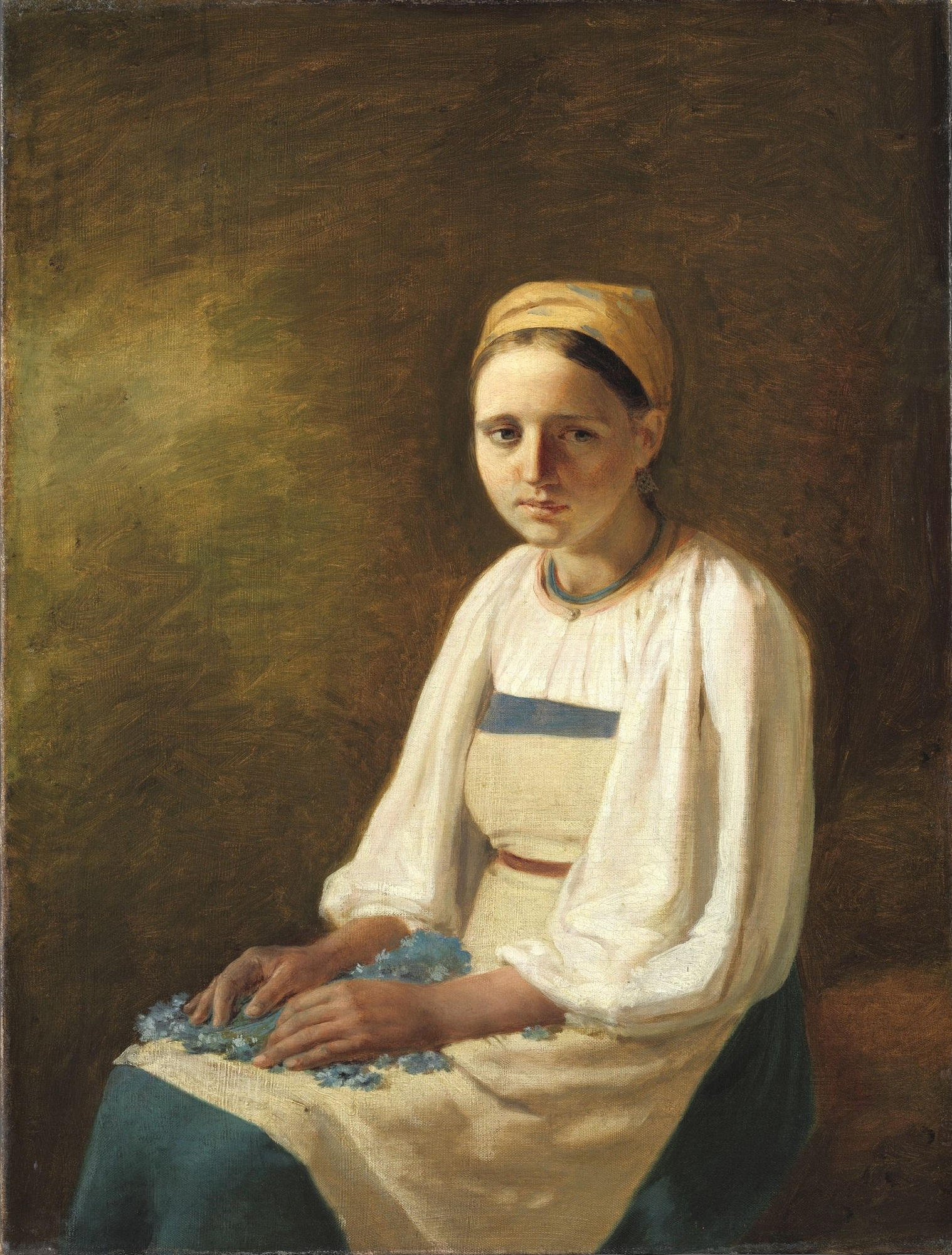
Una campesina con acianos, 1820
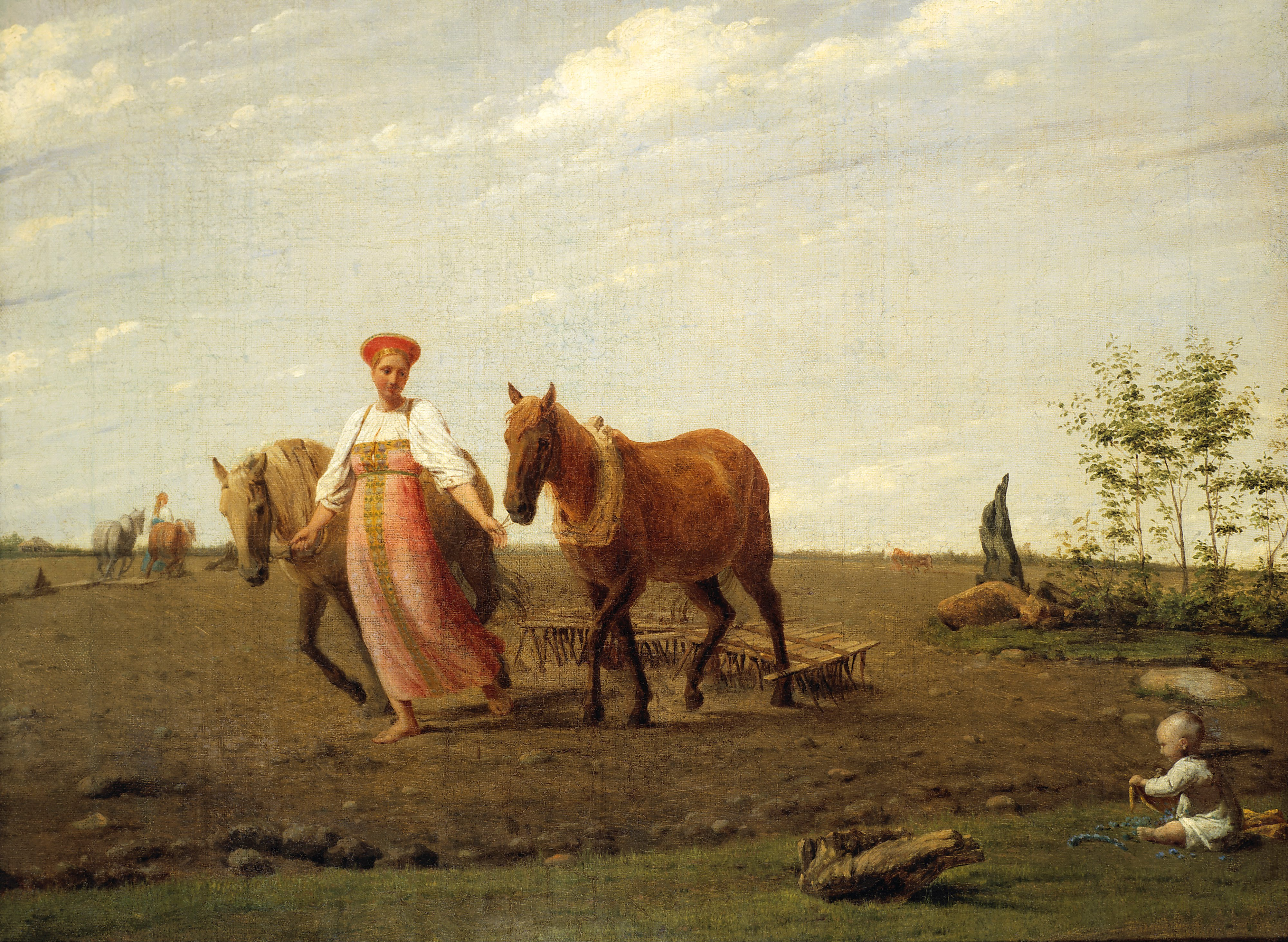
Primavera, en una tierra arada, 1820
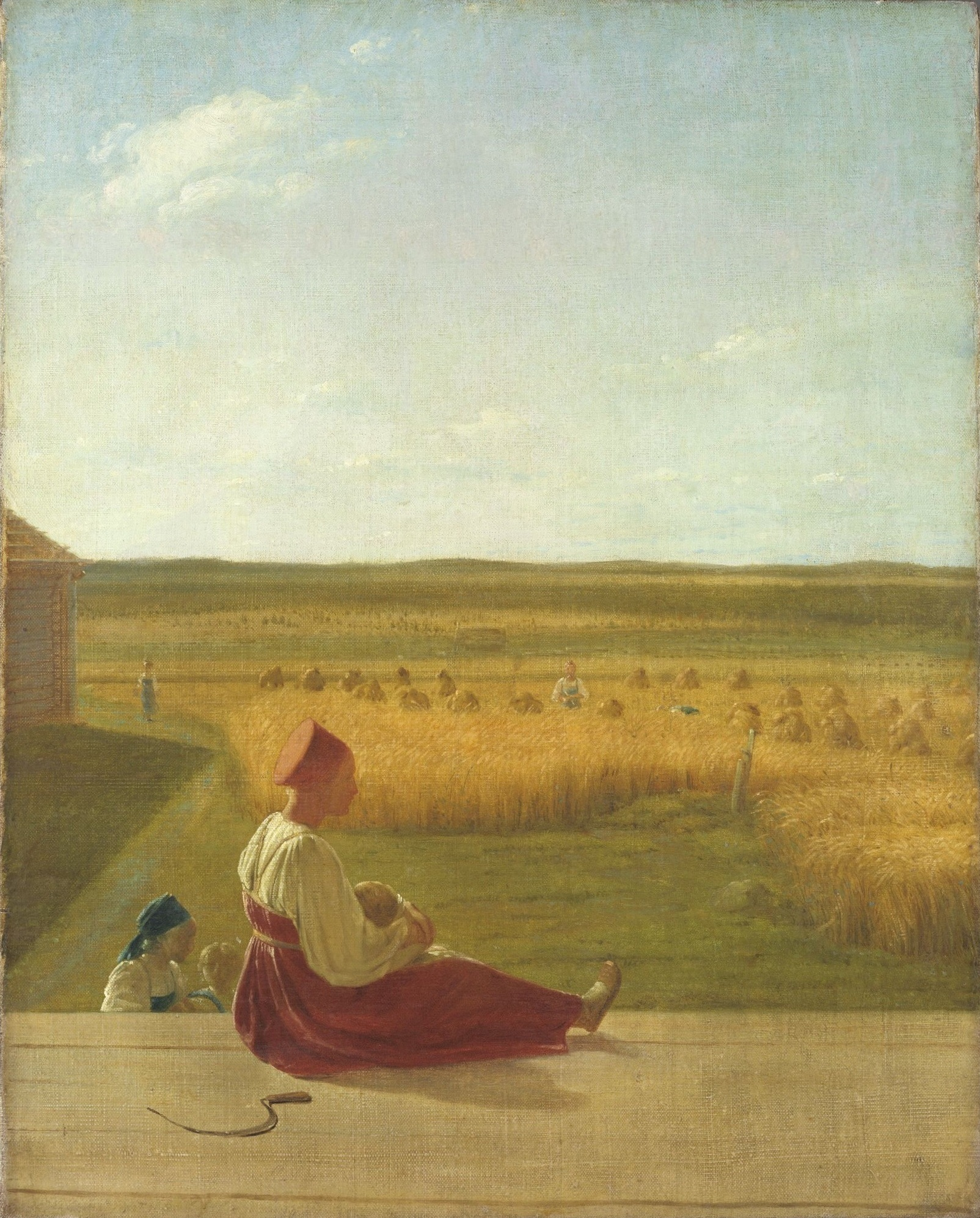
La cosecha de trigo, 1820
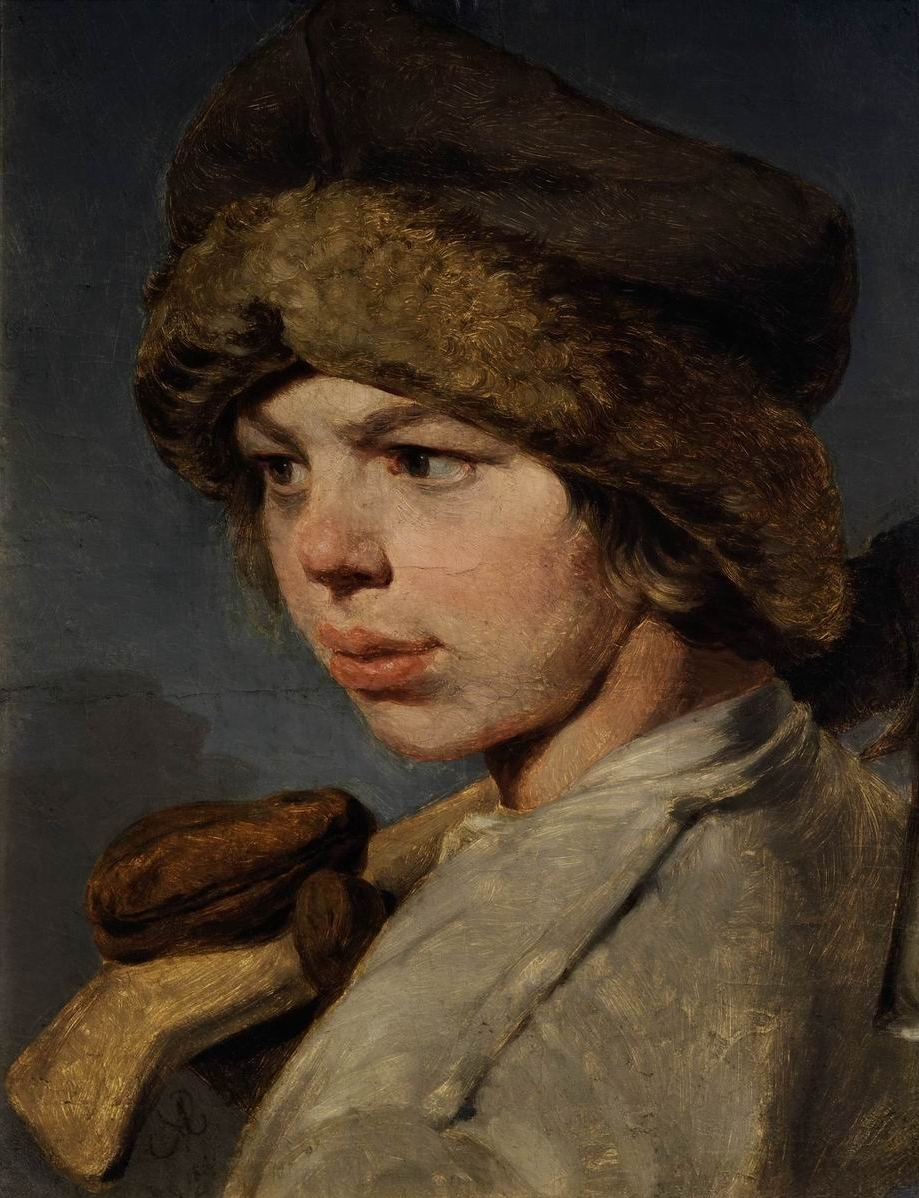
Zajarka, 1825
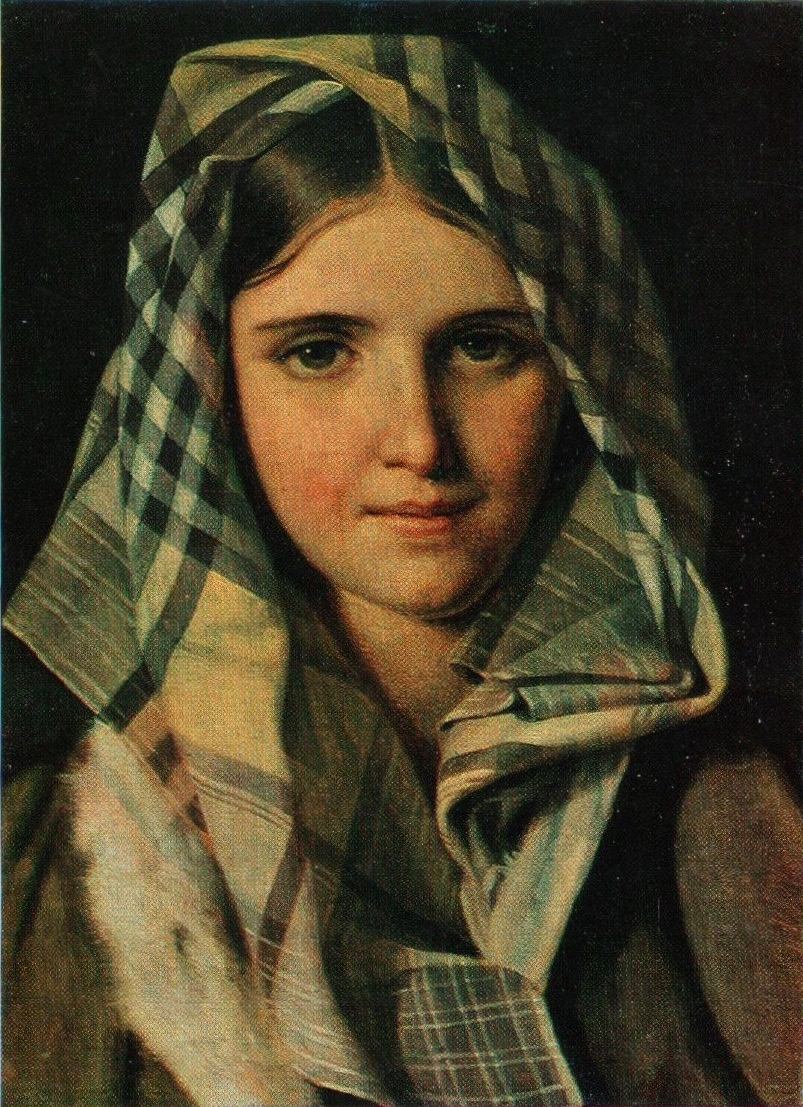
Muchacha con chal a cuadros
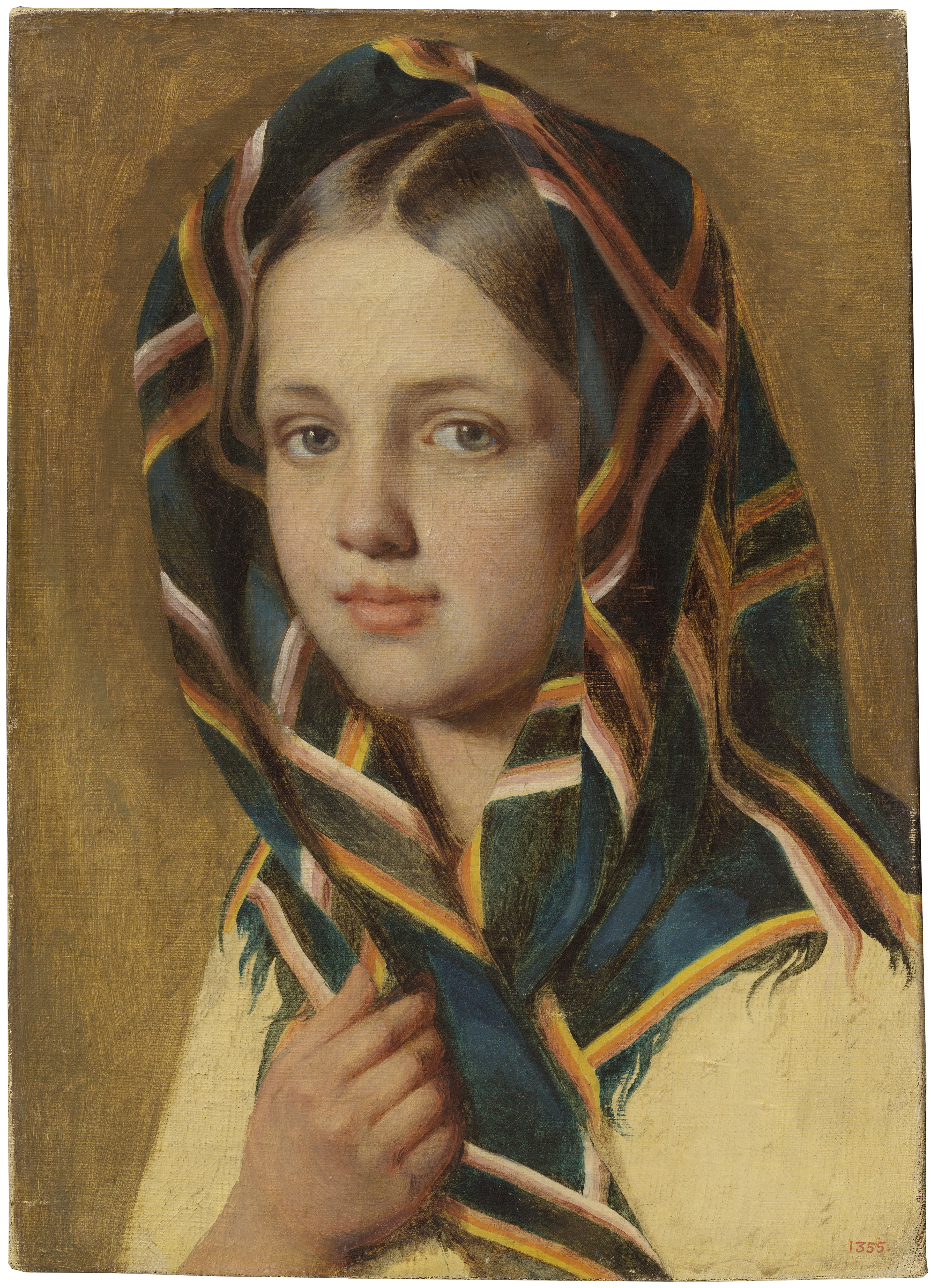
Muchacha con chal, 1830
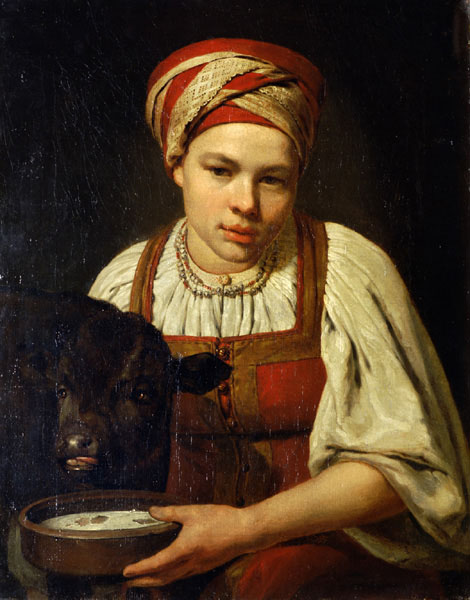
Chica con un ternero
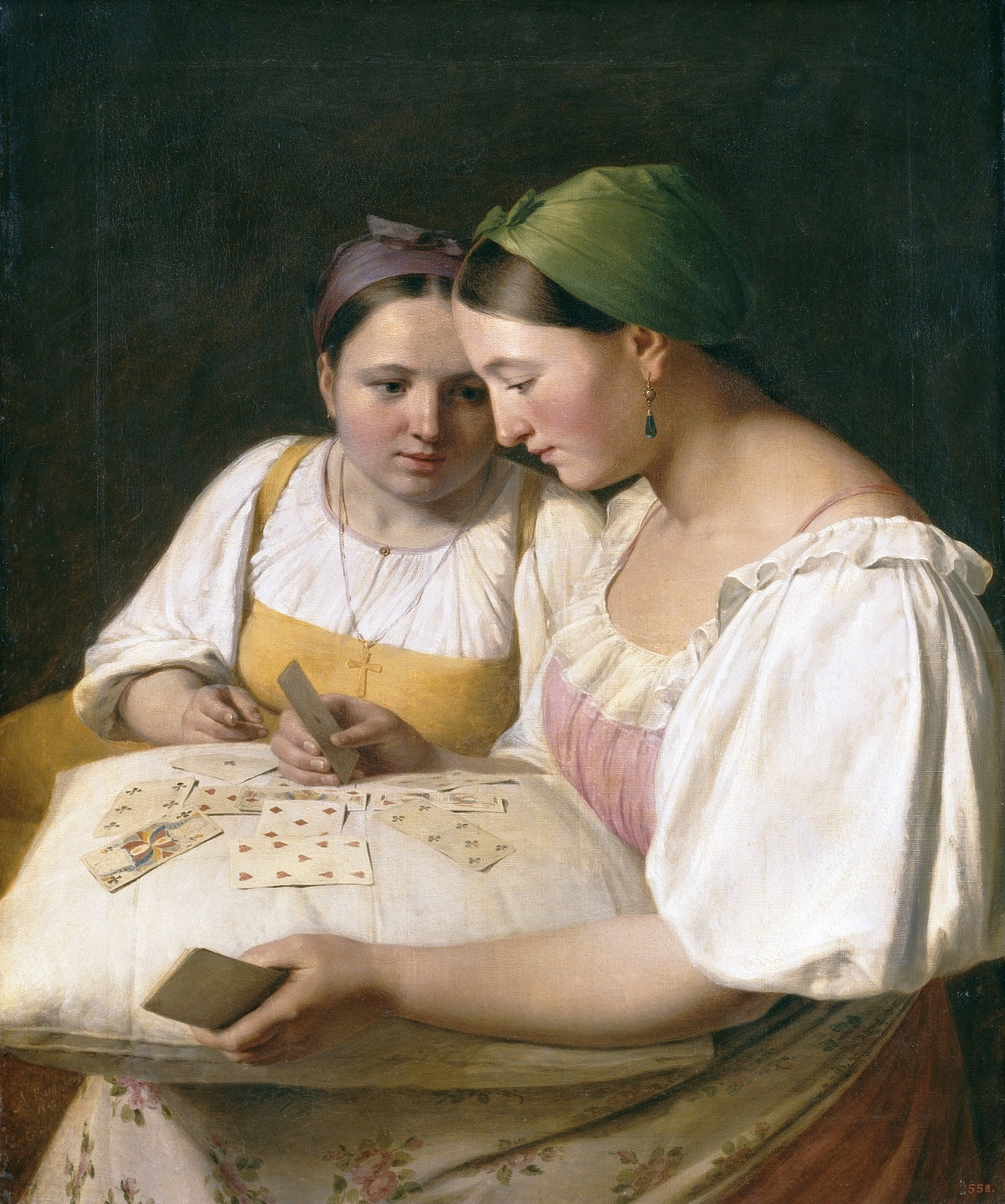
Adivinación, 1842

- Datos: Q515879
- Multimedia: Alexey Venetsianov / Q515879